# Normenausschuss Rundstahlketten
Der Normenausschuss Rundstahlketten (NRK) im DIN Deutsches Institut für Normung e. V. ist für die nationale, europäische und internationale Normung auf dem Gebiet der  Rundstahlketten (Rundstahlketten für allgemeine Zwecke, Anschlagketten, Hebezeugketten, Fördererketten, Becherwerksketten, Gleitschutzketten und Zurrketten), der Einzelteile und des Zubehörs zuständig.

## Normgebiete
Normungsarbeiten werden für folgende Bereiche und Gebiete festgelegt:
- Rundstahlketten (Rundstahlketten für allgemeine Zwecke, Anschlagketten, Hebezeugketten, Fördererketten, Becherwerksketten, Gleitschutzketten und Zurrketten),
- der Einzelteile und
- des Zubehörs.

Zur Vorbereitung von Normen für Rundstahlketten, Einzelteile und Zubehör im Bereich Bergbau besteht eine enge Zusammenarbeit zwischen dem NRK und dem Normenausschuss Bergbau (FABERG). Für die Erarbeitung von Normen für Rundstahlketten (steglose Ankerketten, Ankerketten – Gütegrad NM, Ankerstegketten), Einzelteile und Zubehör auf Schiffen der Deutschen Marine (VG-Normen), Handelsschiffen (DIN- und ISO-Normen) und in der Binnenschifffahrt (CEN-Normen) unterstützt der NRK den Normenausschuss Schiffs- und Meerestechnik (NSMT). Die Normung von Stählen für geschweißte Rundstahlketten und Ketteneinzelteile erfolgt in enger Abstimmung mit dem Normenausschuss Eisen und Stahl (FES). 
Der NRK übernimmt für diese Fälle die Mitträgerschaft der entsprechenden Normen.

## Wichtige Publikationen des NRK (in Auswahl)
- DIN Taschenbuch 392: Rundstahlketten. 2. Auflage. Beuth Verlag, 2011, ISBN 978-3-410-21006-1.

## Organisation
Der NRK hat seine Sacharbeit derzeit in acht Arbeitsausschüssen organisiert:
- Arbeitsausschuss 01: Grundnormen für Rundstahlketten, Einzelteile und Zubehör
- Arbeitsausschuss 02: Rundstahlketten, Einzelteile und Zubehör für allgemeine Zwecke
- Arbeitsausschuss 03: Anschlagketten, Einzelteile und Zubehör
- Arbeitsausschuss 04: Hebezeugketten
- Arbeitsausschuss 05: Rundstahlketten, Einzelteile und Zubehör für die Schifffahrt
- Arbeitsausschuss 06: Rundstahlketten, Einzelteile und Zubehör für den Bergbau
- Arbeitsausschuss 07: Gleitschutzketten
- Arbeitsausschuss 08: Zurrketten

Vorsitzender des NRK ist Hansjörg Rieger (RUD-Kettenfabrik Rieger & Dietz GmbH & Co. KG, Aalen).